# Pierre III Chabanceau de La Barre
Pierre III Chabanceau de La Barre, baptisé à Paris le 27 janvier 1592 paroisse Saint-Eustache et enterré à Paris le 31 mars 1656, est organiste, claveciniste et luthiste à la cour de Louis XIII puis sous Mazarin.

## Biographie
Il est le cinquième enfant issu du second mariage de Pierre I, organiste de la cathédrale Notre-Dame de Paris, avec Jeanne Drouart, toilère-lingère. Il est probablement aussi son élève. De son mariage avec Anne Descouvemont, il a de nombreux enfants à partir de 1625, parmi lesquels la chanteuse Anne Chabanceau de La Barre née en 1628, l’organiste Joseph Chabanceau de La Barre né en 1633 et Charles-Henry né vers 1625, claveciniste des reines Anne d'Autriche et Marie-Thérèse d’Autriche. Parmi les autres enfants : Benjamin né en 1630, et Pierre IV né en 1634.
Pierre III est organiste à partir de 1611 au plus tard (il est qualifié comme tel dans un acte de baptême) et entre organiste de la Chapelle du roi (on disait alors organiste de la Chambre) en 1614. Dans les années 1618-1621 il participe aux ballets de cour organisés par le duc de Nemours et une historiette de Gédéon Tallemant des Réaux le cite comme appartenant à sa maison. Plus précisément, La Barre participe en 1619 au Ballet de Tancrède pui au Ballet de la Reyne tiré de la fable de Psyché. Il intervient encore en 1632 dans le Ballet du château de Bicêtre et en 1639 dans le Ballet de la Félicité.
En 1627 il devient maître joueur d’épinette du roi et est dit écuyer dans les actes ; en 1630 il est également organiste de la reine Anne d’Autriche. Marin Mersenne et Jacques de Gouy lui reconnaissent un talent très sûr pour le jeu de l’épinette, du clavecin et de l’orgue. Le 3 février 1645, Pierre III achète également à Gabriel Caignet la charge de luthiste du roi.
Il est également expert en instruments et a travaillé sur un clavier transpositeur (c’est-à-dire permettant de transposer de demi-ton en demi-ton), nous dit Mersenne ; il a aussi fait construire un clavecin organisé par le facteur Valérin de Héman. Il lui arrive de rechercher à Paris des instruments que des musiciens étrangers souhaitent acheter, est en contact avec les Gaultiers, célèbres luthistes de ce temps. Son expertise le fait intervenir pour divers projets de facture d’orgue, comme en 1643 pour un marché de facture d’orgue pour l’église du couvent des Augustins à Saint-Germain-des-Prés. Il intervient également lors du choix de Robert Cambert comme successeur de Nicolas Gigault à l’orgue de l’église Saint-Honoré, en octobre 1652.
Dans les années 1640, il a établi des concerts de musique spirituelle dans sa maison, très appréciés des bourgeois et des nobles, dont Gouy nous donne un aperçu dans la longue préface de ses Airs à quatre parties ; il y convie le violiste Maugars, le violoniste Lazarin, le luthiste Du Buisson. C’est sans doute là que sa fille Anne la chanteuse, son fils Joseph le luthiste et son autre fils Charles Henry ont donné leurs premiers concerts. La famille habitait alors rue des Fossés-Saint-Germain-l'Auxerrois ; auparavant elle habitait rue de Grenelle paroisse Saint-Eustache.
La charge d’organiste de la Chapelle du roi de Pierre III lui vaudra de tenir les orgues à l’occasion du sacre de Louis XIV à Reims, en 1654. Il meurt le 29 mars 1656 et est enterré le 31 mars 1656 ; sa femme le suit le 16 décembre 1659.
A l’occasion de son décès, le gazettiste Jean Loret a écrit :
Labarre organiste du Roy, / Qui dans cet honorable employ / Durant trente ans s’est fait paraistre / Très excellent et parfait maître, / Depuis environ quatre jours / De sa vie a finy le cours… / Sa dernière action dénote / Combien son âme était dévote, / Car quand la Parque le surprît / Il occupoit lors son esprit, / Tant par note que par mesure, / A composer la tablature / D’un motet sur O crux ave, / Ainsy je croy qu’il est sauvé.

## Œuvres

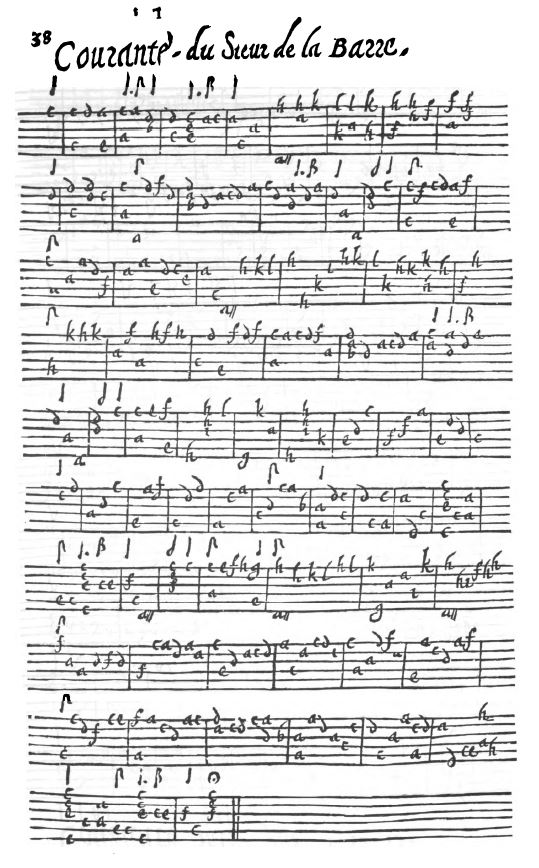
Courante attribuée à Pierre III Chabanceau de La Barre, dans le Novus partus de J.-B. Bésard, 1617.

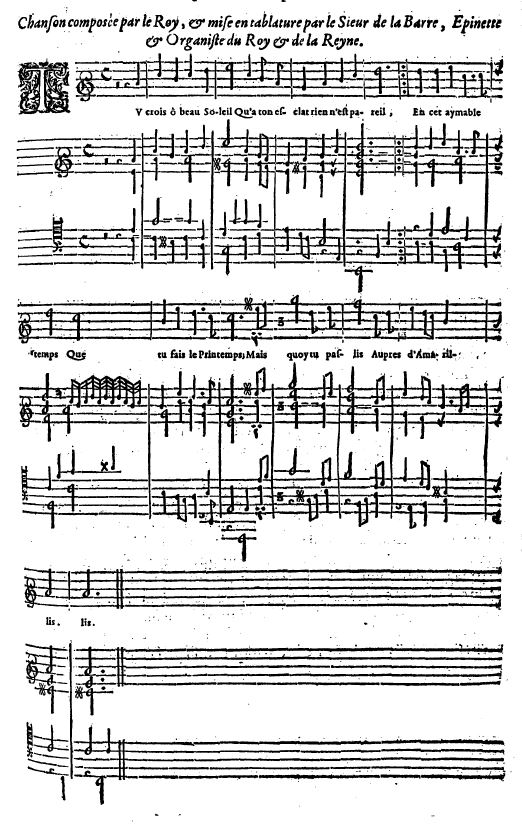
Chanson de Louis XIII ornementée par Pierre III Chabanceau de La Barre (dans Marin Mersenne, Harmonie universelle, 1636.

Ses œuvres sont presque toutes perdues. Gouy affirme qu’il excellait à composer pour les voix et les instruments ensemble (ce qui correspond bien à la musique spirituelle).
On n’a pu identifier de lui que :
- une chanson composée par Louis XIII (Tu crois, ô beau soleil / Qu’à tes rayons rien n’est pareil…), pour laquelle il écrit des diminutions pour clavier, imprimées dans l’Harmonie universelle de Marin Mersenne (Livre sixième des orgues, p. 395-395), dont Mersenne dit qu’elles figurent « ce que les mains les plus adroites et les plus vites peuvent exécuter, afin que cet exemple serve d’idée à la perfection du beau toucher… » ;
- des airs pour le violon écrits pour le Ballet de la Reyne tiré de la fable de Psyché (vers 1619), non retrouvés, mais cités dans le livret Discours du ballet de la Reyne tiré de la fable de Psyché de Scipion de Gramont (Paris, Jean Sara, 1619, Paris BnF : LB36-1167) ;
- une courante pour le luth publiée dans le recueil Novus partus compilé par Jean-Baptiste Besard[7]), mais dont l’attribution reste douteuse ;
- trois courantes pour clavier trouvées dans le manuscrit Lynar A1 de Berlin, mais dont l’attribution est également douteuse ;
- quelques autres pièces sont citées dans Souris-Rollin-Vaccaro 1974, p. xxxiii note 31, dont l’attribution est aussi douteuse.
- une promesse de l’imprimeur Pierre I Ballard d’imprimer une tablature pour clavier, mais ce projet semble ne pas avoir abouti.